# SV Stern-Fortuna Stolp
Der SV Stern-Fortuna Stolp war ein deutscher Sportverein aus der hinterpommerschen Stadt Stolp (heute Słupsk). Die Fußballabteilung spielte drei Spielzeiten in der erstklassigen Gauliga Pommern.

## Geschichte
Der Verein wurde 1919 als SV Fortuna Stolp gegründet und spielte im Ligensystem des Baltischen Rasen- und Wintersport-Verbandes (BRWV). Ab der Spielzeit 1922/23 ist ein Spielbetrieb in der erstklassigen Bezirksliga I Stolp innerhalb des Kreises III Pommern überliefert. Dort erreichte der Verein überwiegend Mittelfeldplatzierungen, für den Bezirksmeistertitel waren die Lokalrivalen SV Viktoria Stolp und SV Germania Stolp, sowie der SV Sturm Lauenburg zu stark. 1924/25 musste Fortuna Stolp bedingt durch die Zusammenlegung des Bezirkes Stolp mit dem Bezirk Köslin in die zweitklassige 1. Klasse Stolp/Köslin absteigen. Durch den ersten Tabellenplatz in der Spielzeit 1926/27 schaffte Stolp den Wiederaufstieg in die Erstklassigkeit, wurde jedoch in der Spielzeit 1927/28 letzter, verlor beide Relegationsspiele gegen den Bütower SV 1916 mit 1:3 und 2:3 und musste wieder absteigen. Bereits zur kommenden Spielzeit gewann Fortuna Stolp die zweite Klasse und stieg erneut, nun in die im Bezirk II Grenzmark spielende, erstklassige Kreisliga I Stolp genannte Liga auf. Bis zur Auflösung des BRWV 1933 verblieb der Verein in dieser Spielklasse.
Mit Machtübernahme der Nationalsozialisten 1933 wurden die Fußballverbände aufgelöst und durch Sportgaue ersetzt. Nur die drei besten Mannschaften des Kreises Stolp erhielten einen Startplatz in der Gauliga Pommern 1933/34. Durch den fünften Tabellenplatz qualifizierte sich Fortuna Stolp daher nur für die drittklassige 1. Kreisklasse Pommern-Ost, Kreis Stolp. 1938 fusionierte der nun in der zweitklassigen Fußball-Bezirksklasse Pommern spielende Verein Fortuna Stolp mit dem ebenfalls zweitklassigen Verein Stern Stolp zum SV Stern-Fortuna Stolp. Der Verein wurde zur Spielzeit 1939/40 in die oberste Gauliga aufgenommen ohne sich dafür sportlich qualifizieren zu müssen und erreichte in der Debütsaison und in der zweiten Saison Mittelfeldplatzierungen. 1941/42 wurde Stern-Fortuna Stolp Letzter der Gruppe B und musste in die zweitklassige Bezirksklasse absteigen. Ein Wiederaufstieg in die Gauliga gelang dem Verein nicht mehr. 
Am Ende des Zweiten Weltkriegs kam Stolp im April 1945 unter die Verwaltung der Volksrepublik Polen und erhielt den Namen Słupsk. Die Flucht und Vertreibung der Einwohner aus der Stadt bedeutete auch das Ende ihres gesellschaftlichen Lebens, zu dem die Sportvereine gehört hatten. Das einstmals deutsche Stolp wurde unter polnische Verwaltung gestellt. Der SV Stern-Fortuna Stolp wurde, wie alle übrigen deutschen Vereine und Einrichtungen, zwangsaufgelöst.

## Erfolge
- Spielzeiten in der Gauliga Pommern: 1939/40, 1940/41, 1941/42